# Розеллен, Анри
Анри Розеллен (фр. Henri Rosellen; 13 октября 1811, Париж — 20 марта 1876, там же) — французский пианист, композитор и музыкальный педагог.
Сын владельца фортепианной мануфактуры. Окончил Парижскую консерваторию, ученик Пьера Циммермана и Луи Бартелеми Прадера (клавир), Фроманталя Галеви (композиция); занимался также частным образом у пианиста-виртуоза Анри Герца.
В 1830—1840-е гг. был популярен как салонный исполнитель. Написал около 200 фантазий, рондо, вариаций на разные темы из опер, пользовавшихся в Париже и Германии большим распространением. В 1845 г. критик называет его «одним из львов сегодняшней модной французской публики», характеризуя его композиторскую манеру как «объединяющую изящество и блеск его наставника Герца с лёгкостью, делающей его работы общедоступными». Опубликовал учебник фортепианной игры «Manuel des pianistes, recueil d’exercices journaliers etc.».